# Universitat de Hohenheim
La Universitat de Hohenheim (alemany: Universität Hohenheim) és una universitat pública situada a Stuttgart, Alemanya. Enfonsa les seves arrels sobre una Escola d'Agronomia, creada el 1818, per la qual cosa és la universitat més antiga de Stuttgart. Els seus estudis de Ciències econòmiques i en Agronomia compten amb una gran tradició.

## Història
Des de 1770, fins a la seva dissolució en 1794, va existir a Stuttgart una Acadèmia militar denominada Karlsschule. Era l'únic establiment d'ensenyament superior a la ciutat, que no obstant això, va estar uns anys òrfena de formació superior. En 1818 es va fundar una Escola d'Agronomia, precisament al Castell de Hohenheim, que amb el temps es convertiria en la Universitat de Hohenheim.

El 20 de novembre de 1818 fou inaugurat el Hohenheim, un barri d'Stuttgart, un centre d'estudis agronòmics pel rei Guillem I de Württemberg, principalment destinat a l'ensenyament i a l'experimentació. El centre es va albergar al castell de Hohenheim, construït pel duc Karl Eugen, i el seu primer director va ser Johann Nepomuk Schwerz. 

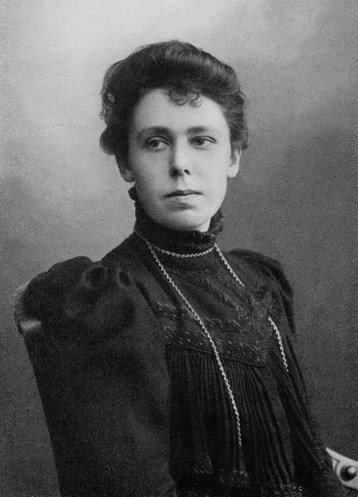
Margarete von Wrangell, primera professora d'universitat a Alemanya.

En 1847, la institució accedeix a l'estatus d'Acadèmia d'agricultura i de boscos. El 1904, pren el nom de Col·legi agronòmic. El col·legi de Hohenheim obté el dret a concedir el títol de doctor en 1918, i la habilitació universitària en 1919. Margarete von Wrangell, primera dona catedràtica d'una universitat alemanya, va ser nomenada titular de la càtedra de nutrició vegetal en 1923.

## Emplaçament
La universitat està situada a la part sud de Stuttgart, al districte de Plieningen. El campus així com l'edifici principal, el castell de Hohenheim, està envoltat d'un vast parc (alemany: Hohenheimer Gärten), que inclou l'històric Landesarboretum Baden-Württemberg i el Jardí botànic de la Universitat de Hohenheim, un jardí botànic modern. El campus està proper a l'estació de Plieningen Garbe, línia U3 de metro de Stuttgart.

## Galeria

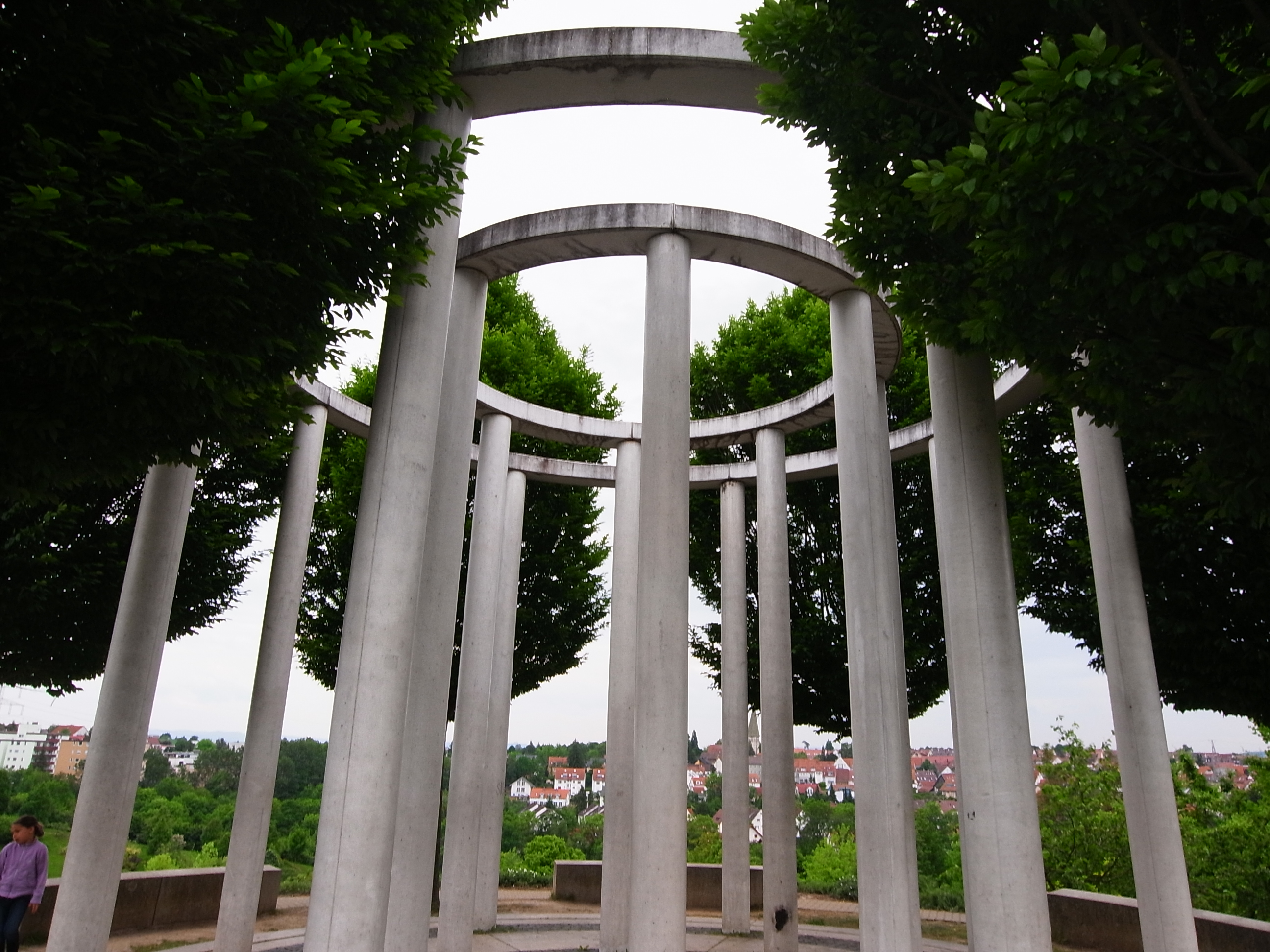
Monopteros al jardí botànic.
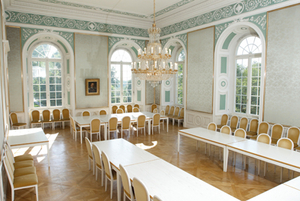
Sala verda del Castell de Hohenheim.
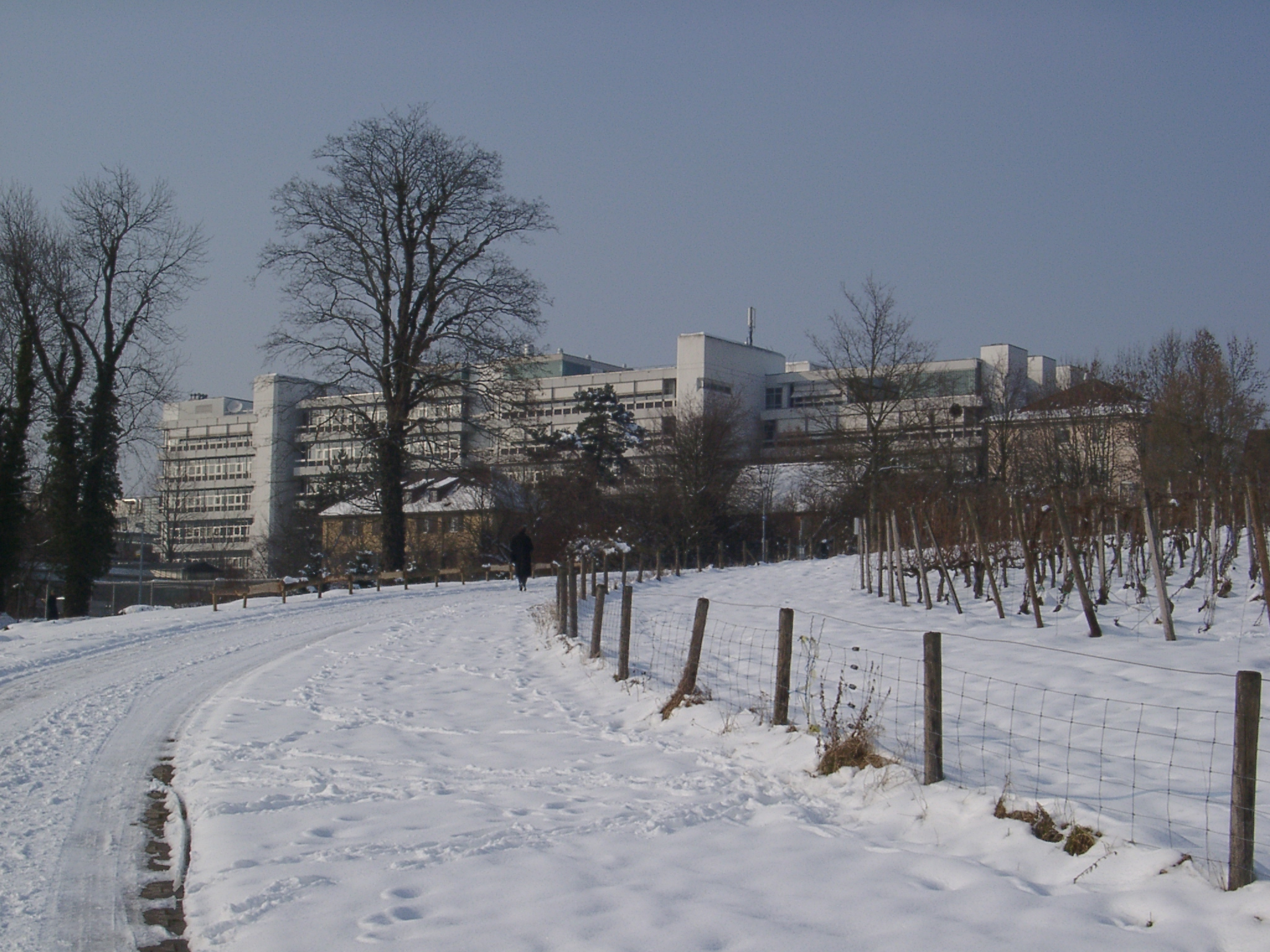
Centre de biologia de la Universitat de Hohenheim
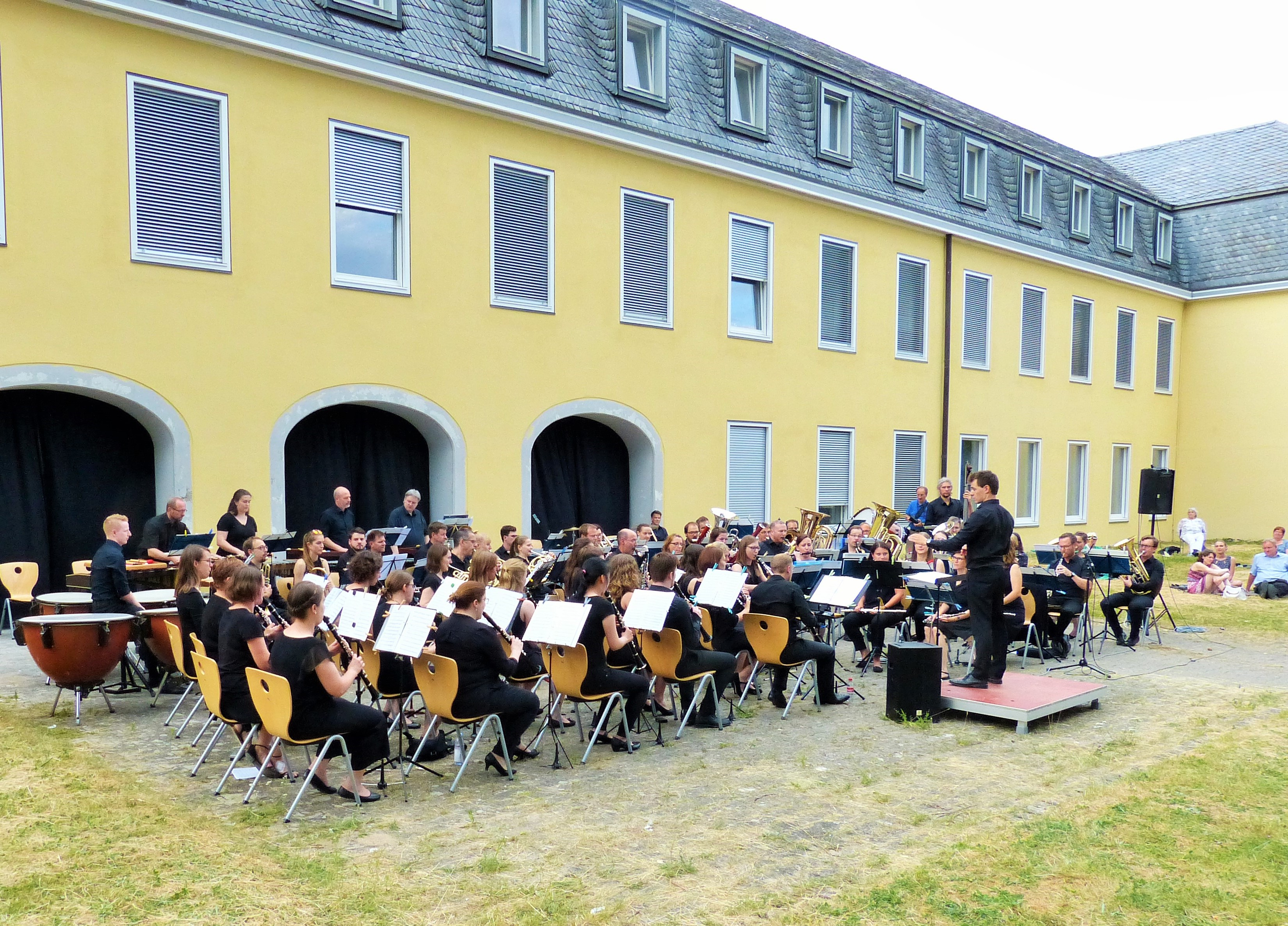
Concert a la gespa en la Universitat